# Nagareboshi Shooting Star
Nagareboshi ~Shooting Star~ è un singolo del gruppo musicale Hip Hop giapponese HOME MADE Kazoku, pubblicato il 7 marzo 2007 come loro sedicesimo singolo. Il brano è utilizzato come prima sigla di chiusura dell'anime Naruto Shippuden. Il singolo, ha toccato la decima posizione Oricon.

## Tracce
CD singolo
1. Nagareboshi ~Shooting Star~ - 4:59
2. Yonaka ni Kaita Love Letter - 3:58
3. Nagareboshi Shooting Star (Instrumental) - 4:59

Durata totale: 13:56

## Classifiche
| Classifica (2007) | Posizione massima |
| ----------------- | ----------------- |
| Giappone (Oricon) | 10                |